# Tinc (протокол)
Tinc — протокол ячеистых сетей с открытым исходным кодом и программная революция, используемая для сжатых и зашифрованных виртуальных частных сетей. Он был основан в 1998 году Гусом Слипеном, Иво Тиммермансом и Весселем Данкерсом и выпущен как проект под лицензией GPL.

## Платформы
Протокол Tinc доступен на платформах Linux, FreeBSD, OpenBSD, NetBSD, DragonFly BSD, Mac OS X, Microsoft Windows, Solaris, iOS (только джейлбрейк) и Android (с полной поддержкой IPv6).

## Будущие цели
Авторы Tinc ставят перед собой цель предоставить безопасную, стабильную, надёжную, масштабируемую, легко настраиваемую и гибкую платформу.

## Встроенные технологии
Tinc использует OpenSSL или LibreSSL в качестве библиотеки шифрования и предоставляет возможность сжатия коммуникаций с zlib для «наилучшего сжатия» или LZO для «быстрого сжатия».

## Проекты, использующие Tinc
- Компания Freifunk включила Tinc в своих маршрутизаторах в октябре 2006 года[5].
- У OpenWrt есть устанавливаемый пакет для Tinc.
- OPNsense — маршрутизатор с открытым исходным кодом и дистрибутив брандмауэра, имеет плагин для Tinc.
- В версии 2.3 pfSense имеется устанавливаемый пакет.
- Варианты Tomato (Shibby и FreshTomato) включают поддержку Tinc.
- NYC Mesh использует Tinc для подключения частей сети через общедоступный Интернет, которые в противном случае были бы вне зоны действия[6].